# Outeiro (Lugo)
Outeiro (llamada oficialmente San Salvador do Outeiro das Camoiras) es una parroquia y una aldea española del municipio de Lugo, en la provincia de Lugo, Galicia.

## Otras denominaciones
La parroquia también es conocida por los nombres de O Salvador de Outeiro y San Salvador de Outeiro.

## Organización territorial
La parroquia está formada por cuatro entidades de población, constando tres de ellas en el nomenclátor del Instituto Nacional de Estadística español:
- Ceide
- Outeiro (O Outeiro)
- Torre (A Torre de Aez)
- Vilaverde

## Demografía

### Parroquia
| Gráfica de evolución demográfica de Outeiro (parroquia) entre 2000 y 2020 |
|                                                                           |
| Datos según el nomenclátor publicado por el INE.                          |

### Aldea
| Gráfica de evolución demográfica de Outeiro (aldea) entre 2000 y 2020 |
|                                                                       |
| Datos según el nomenclátor publicado por el INE.                      |